# 벨카 (레이더)

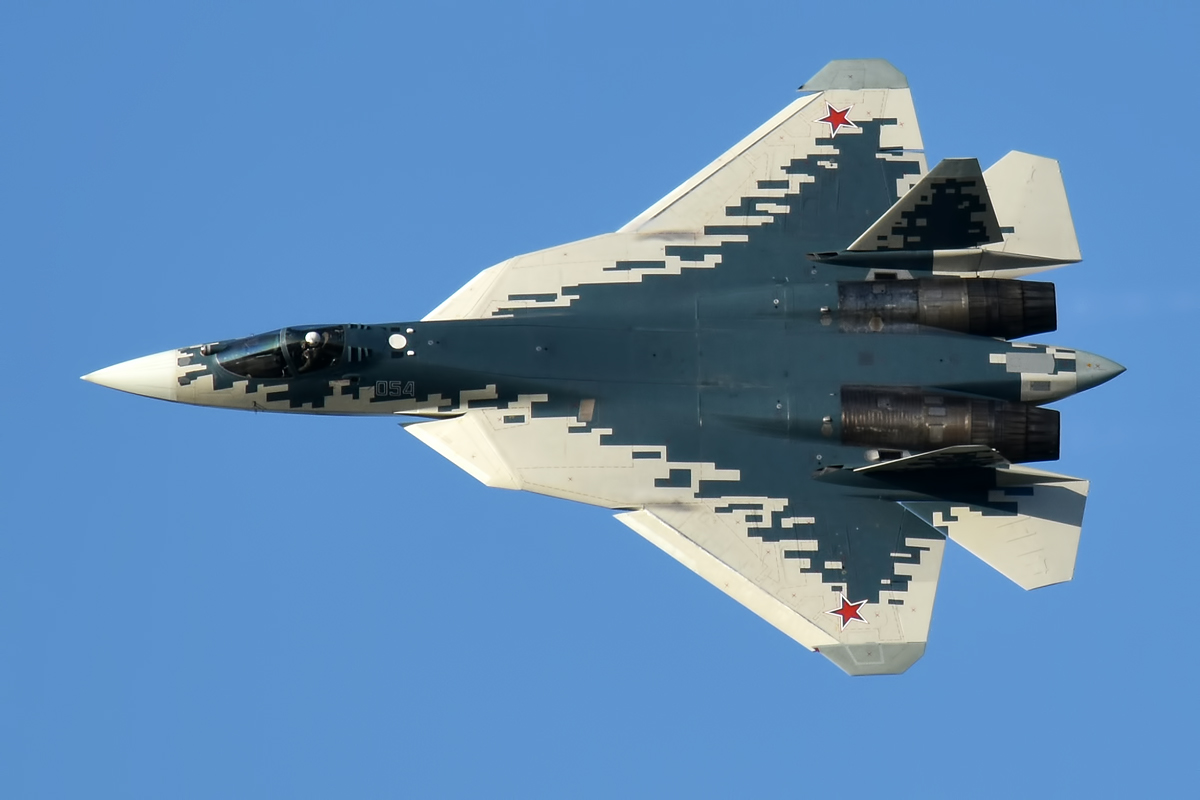
수호이 Su-57, 러시아의 5세대 전투기다. N036 레이더가 들어간다.

NIIP Radar 혹은 N036은 러시아의 전투기용 X 밴드 PESA 레이다이다. 러시아어로 베르카(Белка)라고도 불린다.

## 역사
수호이 Su-35를 위해 개발된 Irbis-E 레이더를 기반으로 개발됐다. 이루비스에 쓰인 기술을 바탕으로 8-12GHz 대역을 사용하는 X 밴드 레이더로 적의 레이더 파를 정면으로 돌려 보내는 것을 방지하기 위해 15도 위쪽으로 기울여 장착된 70 × 90 cm 크기의 프런트 어레이에 1,552 개의 갈륨 비소 제 T / R 모듈이 구비되어있다.
베르카 N036-1-01는 400km 거리의 동시교전 중에 공대공 30개 목표 공대지 4개 목표를 동시추적할 수 있는 성능을 지니고 있었다. 공대공과 공대지 모드의 동시 사용도 가능하다고한다. 또한 AESA 안테나를 이용한 ECM 기능과 은닉 통신 기능을 갖추고있다. 측면 레이더와 연대하여 항공기의 축 주위의 방위각에서 공중 목표의 추적 각도를 최대 ± 135도까지 확장 가능하다. 제어는 N036UVS 컴퓨터 및 프로세서가 사용된다. 레이더 시스템은 모듈 식으로 설계되어 나중에 추가 기능을 통합 할 수 있으며, 기존 레이더의 환장 용으로도 사용이 가능하다고한다. 수호이는 Su-35 탑재의 이루비스 미래에이 레이더에 환장 할 수 있다고하고 있다.

### 개발 연혁
- 2007년 : MAKS 최초의 풀 사이즈의 모형 을 공개했다.
- 2008년 : 장비의 개발과 최초의 프로토 타입 조립을 시작  .
- 2009년 : MAKS에서 프로토 타입을 공개했다.
- 2011년 : 실제로 T-50 시제기에 탑재하고 비행 테스트를 시작 (레이더가 탑재되어있는 것은 3 호기 이후).
- 2012년 : 20 회 비행 시험을 실시  . 기존의 레이더에 필적하는 성능을 보였다  .
- 2015년 : 양산을 위한 준비가 완료  .
- 2016년 : 양산을 시작했다  .
- 2017년 : R & D에 작업이 거의 완료 이미 최초의 양산형이 생산되는 것이 타스 통신에 의한 NIIP 국장 유리 화이트의 인터뷰에서 밝혀졌다  .

## 개요

### 불가사의하게 긴 레이더 탐지거리
Irbis-E도 그렇고, N036도 그렇고, 러시아의 최신형 AESA 레이더는 과도하게 긴 레이더 탐지거리를 갖고 있다. 어디까지나 카탈로그 스펙상의 성능이고, 러시아의 발표에 지나지 않아 곧이 곧대로 들을 순 없다는 의견도 다수 있지만, 그럼에도 논란의 여지가 많다. PAK FA 엔진 Article 30은 지금 장착되어 있는 엔진보다 15~18% 정도 효율적이고 수명주기비용도 줄어든다고 한다. 주요 패러미터가 15~18% 개선될 거라는 표현으로 보아 추력이 그만큼 높아진다는 것인데, 록히드 마틴 F-22A 랩터의 프랫 & 휘트니 F119 엔진과 맞먹는 추력을 가진 엔진을 쓰고 있는 수호이 Su-57이 엔진 효율까지 좋아진다면 레이더 탐지거리가 상당하다는 주장엔 신빙성이 있다. 레이더 탐지거리란 전력 출력이 많을 수록 탐지거리가 많이 나온다. 레이더 탐지거리가 270km인 F-35 전투기의 AN/APG-81도 레이더만 따로 떼서 사드의 레이더처럼 지상 기지에서 지상의 풍부한 전력을 사용한 결과, 1,300km 거리의 탄도미사일을 추적하는게 가능하다는 것을 증명했다. 레이더 탐지거리는 출력 크기에 달려 있다. 즉, 전투기에서 전기를 생산하는 전투기 엔진의 성능과 직결된 문제다.
| 국가   | 엔진명    | 추력(애프터버너) | 탑재기종                |
| ------ | --------- | ---------------- | ----------------------- |
| 중국   | WS-15     | 44,000 파운드    | 개발중                  |
| 미국   | F135      | 40,000 파운드    | F-35 라이트닝 II        |
| 미국   | F119      | 35,000 파운드    | F-22 랩터               |
| 중국   | WS-10G    | 34,000 파운드    | 청두 J-20               |
| 일본   | XF9-1     | 33,000 파운드    | F-3                     |
| 러시아 | AL-41F1   | 33,000 파운드    | 수호이 Su-57            |
| 러시아 | AL-31F M2 | 32,600 파운드    | 청두 J-20, 수호이 Su-34 |
| 러시아 | AL-41F 1S | 31,900 파운드    | 수호이 Su-35S           |

### 항상 카탈로그 스펙이 과장이 컸던 러시아 기종
1970년대, 미국이 탐지거리 170km인 레이더를 가진 맥도널 더글러스 F-15 이글을 개발했을 때, 소련도 수호이 Su-27을 개발했다. 소련도 수호이 Su-27의 레이더 N001가 170km 거리의 적기도 탐지할 수 있어 미국의 F-15와 동등하다고 주장하였으나, 실제론 그렇지 않았다. 미국 전투기에 비해 목표물 식별능력이 현저히 뒤떨어졌는데, 그 까닭은 레이더에 탑재된 프로세서 때문이다. 미그29(N010레이더)와 수호이27(N001레이더) 기종 둘 다 TS100 프로세서가 레이더에 탑재되어 있기 때문인데, 레이더 출력이 높더라도 레이더가 탐지하는 정보를 TS100의 처리능력이 따라오지 못했기 때문에 이론적으로 170km 거리에서 전투기를 탐지할 수 있는 SU-27 전투기는 170km 거리에서 전투기가 있다고 해도 탐지를 못하거나, 탐지하되 전투기인지 무슨 물체인지 판단할 수 없는 경우가 많아서 식별능력이 매우 제한된다. 그러나 미국의 F-15는 170km 이상의 거리에서 전투기를 훨씬 높은 확률로 탐지 및 식별에 성공하기 때문에 경쟁이 되질 못했다. 이런 상황에서 소련이 예산 문제로 80년대 말까지 수호이27을 배치하지 못하는 반면 미국은 80년대 말에 F-15E를 실전배치를 시작했다. 그 이후로 러시아제 전투기는 사실상 미국의 전투기와 경쟁이 되질 못하게 된다.

### 사이드 레이다
주익에는 양측에 사이드 레이다가 달려 있다. 이 레이더들도 AESA 레이더다. 메인 레이더는 측면 레이더와 연대하여 항공기의 축 주위의 방위각에서 공중 목표의 추적 각도를 최대 ± 135도까지 확장 가능하다. 청두 J-20 역시 사이드 레이다가 존재한다. 일본 F-3 심신의 경우 사이드 레이다가 채택될지 귀추의 관심이 주목되고 있다.

## 제원
- 이름: N036 (NIIP Radar)레이다
- 종류: AESA 능동주사식 위상배열 레이다
- 배치: 팍파의 정면에 메인 레이다(1,552개 모듈), 측면에 사이드 레이다(358개 모듈)
- 레이다 탐지거리: 정면 기준 610km(10m2)~520km(5m2)~430km(3m2)
- 제어 컴퓨터: N036UVS 컴퓨터 및 프로세서가 사용된다.

## 같이 보기
- Irbis-E
- 수호이 Su-57
- AESA
- F-3 심신
- J/APG-3
- F-35 라이트닝 II